# Donauparkhalle (Wien)
Die Donauparkhalle im 22. Wiener Gemeindebezirk Donaustadt wurde 1964 auf einer ehemaligen Mülldeponie im Donaupark im Bezirksteil Kaisermühlen anlässlich der Wiener Internationale Gartenschau (WIG 64) erbaut und zwei Jahre später zu einer Eishalle umgebaut. Ab der Saison 1966/67 wurden die ersten Heimspiele des Wiener EVs in der neuen Halle ausgetragen. Später war sie für die beiden Wiener Eishockeyvereine WAT Stadlau und WEV die Heimstätte. Die Halle war für ihre Akustik beliebt, jedoch erschwerten die Betonpfeiler das Zuschauen. Die Halle wurde nach der Saison 1990/91 abgerissen, da ein Teil des Grundstückes für die EXPO 1995 verplant war, welche jedoch nicht realisiert wurde.

## Umweltverschmutzung
Die Umweltbehörde der Gemeinde Wien stellte am Anfang der 1990er Jahre eine erhöhte Methankonzentration im Bereich der Donauparkhalle fest, welche jedoch auf Grund einer Belüftungsanlage keine Probleme verursacht hat.

## Großveranstaltungen
1967 wurde ein einziges Mal das Wiener Stadthallenturnier nicht in dieser ausgetragen, sondern in der Donauparkhalle. Auch die Eisstockweltmeisterschaften fanden in der Halle statt und 1976 die Sportkegeln-Weltmeisterschaft.
Die Eishockey-Weltmeisterschaft 1967 und 1987 und Weltmeisterschaften im Eiskunstlauf fanden hier ebenfalls statt.